# Port lotniczy Kramfors
Port lotniczy Kramfors (IATA: KRF, ICAO: ESNK) – port lotniczy położony niedaleko Kramfors, w regionie Västernorrland, w Szwecji.

## Linie lotnicze i połączenia
| Linia Lotnicza | Kierunek                          |
| -------------- | --------------------------------- |
| Amapola Flyg   | 1. Gällivare 2. Sztokholm-Arlanda |